# Baszarab Teodóra bolgár cárné
Baszarab Teodóra (1302 körül – 1347 után) vagy I. Teodóra, eredeti neve: Braide, apácaként: Teofánia, bolgárul: Теодора Басараб, Теодора I, Теофано, havasalföldi úrnő, bolgár cárné. Iván Szracimir bolgár cár édesanyja, valamint Baszarab Anna bolgár cárné nagynénje és anyósa. A Basarab-ház tagja.

## Élete
I. Baszarab János havasalföldi vajda és Dobokai Margit magyar származású úrnő lánya. Eredeti neve Braide volt. 1320 körül, de még 1323 előtt ment feleségül a 3. Sisman-házból származó Iván Sándor Szracimirovhoz, aki az 1323-ban trónra lépett III. Mihály bolgár cár nővérének, Keraca Petrica vidini hercegnőnek és Szracimir vidini despotának volt a legidősebb fia. Férje elsőfokú unokatestvérének, III. Mihály fiának, Iván István bolgár cárnak a szerbek elleni vesztes csatát követő trónfosztása után került a cári trónra. Férjének négy gyermeket, közülük három fiút szült, Iván Sándor mégis eltaszította magától a cárnét. A válás pontos ideje nem ismert, de 1347. szeptember 1-je előtt már megtörtént. Iván Sándor egy Sára nevű szép zsidó nőbe szeretett bele, aki kedvéért elvált feleségétől, és elvette az ortodox hitre tért, és a Teodóra nevett felvett úrnőt, és cárnévá kiáltatta ki. I. Teodóra cárnét kolostorba küldte, aki ekkor a Teofánia nevet vette fel. Fiai nehezen fogadták el az új asszony jelenlétét, aki miatt apjuk felosztotta királyságát. Kisebbik fia, Iván Szracimir bolgár cár a cárné fivérének, Miklós Sándor havasalföldi fejedelemnek a lányát, Annát vette feleségül. Halálának időpontja nem ismert.

## Gyermekei
- Férjétől, Iván Sándor (1298/1303–1371) bolgár cártól, 4 gyermek:
  - Mihály Aszen (1321/23–1354 körül) ifjabb bolgár cár, felesége Palaiologina Irén (–1356 után), III. Andronikosz bizánci császár lánya
  - János Aszen (–1354) ifjabb bolgár cár IV. Iván Aszen néven
  - Iván Szracimir (1328 körül–1398 után) bolgár cár Vidinben, felesége Baszarab Anna (1341 körül–), Miklós Sándor havasalföldi fejedelem lánya, 3 gyermek
  - Küra (Kera/Kira) Tamara, 1. férje Konstantin despota, 2. férje I. Murád (1326–1389), az Oszmán Birodalom szultánja